# Hammaptera postluteata
Hammaptera postluteata är en fjärilsart som beskrevs av Thierry-mieg 1907. Hammaptera postluteata ingår i släktet Hammaptera och familjen mätare. Inga underarter finns listade i Catalogue of Life.